# Bundesstraße 112
Die Bundesstraße 112 (Abkürzung: B 112) ist eine Bundesstraße in Deutschland. Sie beginnt in Forst (Lausitz) an der A 15 und endet an der B 1 in der Nähe von Küstrin (Gemeinde Küstriner Vorland). Die Länge der Bundesstraße 112 beträgt zirka 112 Kilometer.

## Verlauf
- Brandenburg
  - Forst (Lausitz)
  - Guben
  - Eisenhüttenstadt
  - Frankfurt (Oder)
  - Lebus
  - Küstriner Vorland

## Geschichte
Die ehemalige Reichsstraße 112 führte von Küstrin aus weiter über Pyritz nach Stettin.
Als erster Streckenabschnitt wurde 1833 die 26 km lange Straße von Frankfurt nach Küstrin gebaut. Sie verband die beiden Fernstraßen von Berlin nach Breslau (die spätere Reichsstraße 5) und nach Königsberg (die spätere Reichsstraße 1).
Der Streckenabschnitt von Stettin nach Pyritz wurde 1850 fertiggestellt, die Fortsetzung von Pyritz nach Küstrin wurde 1856 vollendet.
Als letzter Streckenabschnitt wurde auch das Teilstück zwischen Frankfurt und Guben 1901/02 zur Kunststraße ausgebaut.

## Ausbauten und Planungen
Als Westumfahrung von Frankfurt (Oder) entstand eine Ausbaustraße (2+1-System) zwischen Markendorf (B 87) und Booßen (B 5). Die nördliche Verlängerung (3. VA) bis zur B 167 ist in Planung.
Am 4. Juli 2006 wurde die rund 15 Kilometer lange Ortsumgehung Guben durch den Parlamentarischen Staatssekretär beim Bundesverkehrsminister Ulrich Kasparick und dem Minister für Infrastruktur und Raumordnung des Landes Brandenburg, Frank Szymanski für den Verkehr freigegeben. Dieser Abschnitt hat laut Bundesverkehrsministerium rund 30 Millionen Euro gekostet. Zwischen Klein Gastrose und Guben-Nord wurde die Straße kreuzungsfrei mit je einem Fahrstreifen pro Richtung erbaut. Zwischen Guben-Nord und Neuzelle erfolgte der Ausbau im 2+1-System.
Am 22. Dezember 2015 wurde die rund 9 Kilometer lange Ortsumgehung Wiesenau/Brieskow-Finkenheerd für den Verkehr freigegeben. Die Straße wurde als Ausbaustraße (2+1-System) errichtet.
Auf Grund des Tagebaus Jänschwalde wurde die Bundesstraße 112 im Bereich zwischen Grießen und Groß Gastrose 2017 nach Osten verlegt. In diesem Abschnitt ist die Straße nun als Ausbaustraße (2+1-System) geführt.
Das Planfeststellungsverfahren für den Bau der rund 16 Kilometer langen Ortsumgehung Eisenhüttenstadt/Neuzelle soll 2025 begonnen werden. Die Straße soll als Ausbaustraße (2+1-System) errichtet werden. Nach Fertigstellung dieses Abschnittes wäre die B112 dann zwischen Schenkendöbern OT Groß Gastrose und Frankfurt (Oder) OT Güldendorf durchgängig kreuzungsfrei befahrbahr, im Abschnitt zwischen Guben-Nord und Güldendorf dabei im 2+1-System.